# Хединн Стейнгримссон
Хединн Стейнгримссон (исл. Héðinn Steingrímsson; 11 января 1975, Рейкьявик) — исландский шахматист, гроссмейстер (2007).

## Шахматная карьера
Чемпион Исландии (1990, 2011 и 2015).
Победитель юношеского чемпионата мира (1987) в г. Сан-Хуан в категории до 12 лет.
В составе национальной сборной участник следующих соревнований:
- 3 олимпиады (1990, 2008—2010).
- 4 командных чемпионата Европы по шахматам (2007, 2013—2017).

В составе различных команд участник 2-х Кубков европейских клубов (2006, 2017).

## Таблица результатов
| Год  | Город          | Турнир         | + | − | = | Результат | Место |
| ---- | -------------- | -------------- | - | - | - | --------- | ----- |
| 1990 | Нови-Сад       | 29-я олимпиада | 1 | 1 | 1 | 1½ из 3   |       |
| 2008 | Дрезден        | 38-я олимпиада | 3 | 2 | 2 | 4 из 7    |       |
| 2010 | Ханты-Мансийск | 39-я олимпиада | 2 | 0 | 8 | 6 из 10   |       |
|      |                |                |   |   |   | из        |       |

## Изменения рейтинга
| Графики недоступны из-за технических проблем. См. информацию на Фабрикаторе и на mediawiki.org. |